# Крысино
Кры́сино (укр. Крисине) — село,
Крысинский сельский совет,
Богодуховский район,
Харьковская область, Украина.
Код КОАТУУ — 6320885001. Население по переписи 2001 г. составляет 1007 (469/538 м/ж) человек.
Являлось до 2020 года административным центром Крысинского сельского совета, в который, кроме того, входили сёла
Бабенки,
Кадница и
Новосёловка и
посёлок Макси́мовка.

## Географическое положение
Село Крысино находится на обоих берегах реки Крысинка в 4-х км от впадения её в реку Мерла.
На безымянном притоке реки была сооружена небольшая запруда.
На юге примыкает село Бабенки,
на востоке село Новоселовка.
Рядом проходит автомобильная дорога Р-46.

## Происхождение названия
Село основано атаманом Тимофеем Крысою, который прибыл сюда с 1204 переселенцами из-за Днепра на постоянное поселение.
Сначала имело название Крысин Яр — в честь его основателя, а потом — Крысино.

## История
- 1764 — дата основания.
- В 1940 году, перед ВОВ, в селе Крысино без хуторов были 588 дворов, сельсовет и 17 ветряных мельниц.[1]
- Начало августа 1943 — Курская битва, Богодуховское направление.
- Середина августа 1943 — Белгородско-Харьковская наступательная операция, в результате которой село было освобождено от нацистской оккупации.
- При СССР в селе был организован и работал совхоз "Родина", где были 4-я (ферма), 5-я, 6-я и кадницкая бригады, Дом механизации, мастерская, пункт технического обслуживания (ПТО), птичник и цыплятник.[2]
- В 1993 году в селе действовали сельсовет, колхоз, аптека, детский сад, клуб, котельная, медучасток, пожарное депо, сельпо, три магазина, кафе, отделение связи, школа, интернат.[2]

## Экономика
- В селе есть несколько птице-товарных ферм.
- КСП «Родина» — мясо птицы, яйца.

## Достопримечательности
- Братская могила советских воинов и партизан и Памятный знак воинам-односельчанам. Похоронено 277 воинов.

## Религия
- Свято-Николаевский храм. 25 июля 2009 г. была отслужена первая литургия.

## Известные люди
- Бондарева Вера Ивановна — мать двенадцати детей, «Мать-героиня»
- Коваль, Антонина Михайловна (род. 1931) — Герой Социалистического Труда, член ЦК КПУ[укр.] с 1966 по 1986 год.